# Bombardeo de Irán sobre Irak de 2020
El bombardeo de Irán sobre Irak, con el nombre código de Operación Mártir Soleimani (persa: عملیات شهید سلیمانی) ocurrió el 8 de enero de 2020 por parte de los Cuerpos de la Guardia Revolucionaria Islámica a dos bases militares utilizadas por las fuerzas armadas de Estados Unidos e Irak.
Los puntos atacados por misiles balísticos fueron la Base Aérea Al Asad en la gobernación de Ambar y la Base Aérea Balad en el Kurdistán iraquí, en respuesta al asesinato del mayor general iraní Qasem Soleimani por las Fuerzas Armadas de los Estados Unidos el 3 de enero de 2020. Irán informó al gobierno iraquí antes del ataque y la información se transmitió al Ejército de los Estados Unidos. Algunos analistas sugirieron que la operación fue diseñada para evitar causar víctimas y no obtener una respuesta estadounidense, ya que los ataques no causaron víctimas mortales según Estados Unidos, aunque algunos días más tarde se informó de 11 soldados heridos con traumas cerebrales debido al impacto de los misiles iraníes que golpearon las bases. Semanas después del ataque se informó que el número de heridos con traumas creció a 64 efectivos más. Más de un mes después del ataque la cifra ascendió a más de 100 efectivos heridos debido a la misma causa. A fecha de inicios de febrero de 2020 el Departamento de Defensa de Estados Unidos informó que el 70 por ciento de sus efectivos se reincorporo al servicio en las bases militares en Irak, el resto de ellos fue derivado a Estados Unidos o Europa.

## Antecedentes

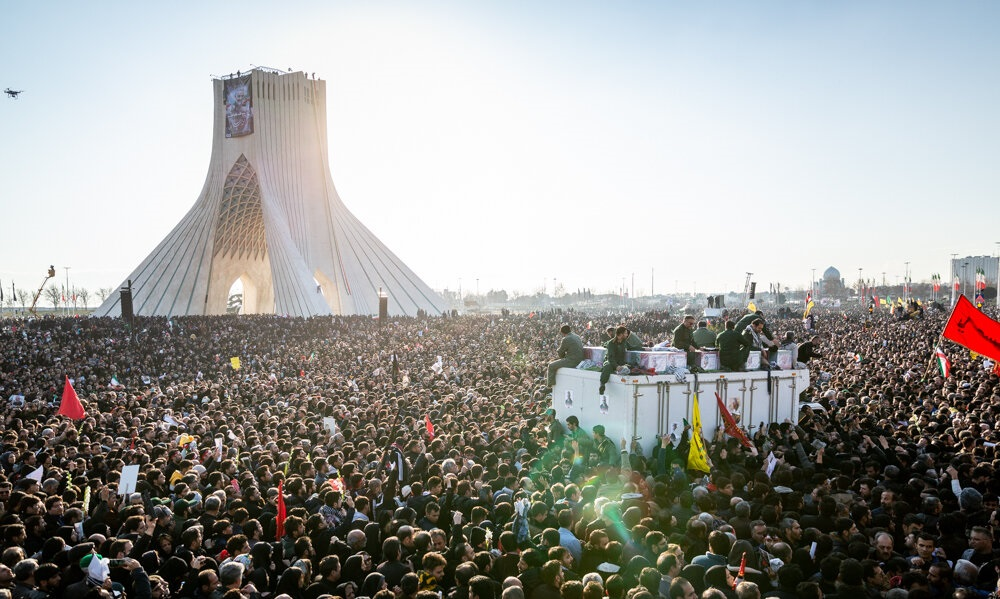
Funeral del general Qasem Soleimani el 6 de enero de 2020.

Antes de los ataques, los funcionarios iraníes declararon que Irán tomaría represalias contra las fuerzas estadounidenses por el asesinato del general Qasem Soleimani en Bagdad el 3 de enero de 2020. El presidente de los Estados Unidos, Donald Trump, advirtió a Teherán que cualquier represalia resultaría en que Estados Unidos apunte a 52 sitios iraníes significativos, incluidos los sitios culturales. Según se informa, después del ataque de Bagdad, las agencias de espionaje de los EE. UU. detectaron que los regimientos de misiles balísticos de Irán estaban en una mayor disposición, pero no estaba claro en ese momento si eran medidas defensivas o una indicación de un futuro ataque contra las fuerzas estadounidenses.
El 3 de diciembre de 2019, una declaración militar iraquí dijo que cinco cohetes habían aterrizado en la base aérea de Ayn al-Asad, sin heridos. Más tarde, una "fuente de seguridad" dentro de la base aérea de Ayn al-Asad y un "funcionario local en una ciudad cercana" dijeron a Reuters que los informes de que la base aérea estaba siendo atacada en ese momento eran falsos. Estos informes en Twitter provocaron temporalmente una recuperación de los futuros del petróleo Brent y de Estados Unidos
El 4 de enero de 2020, dos cohetes alcanzaron la base aérea de Balad, ubicada cerca de Bagdad. Dos morteros también impactaron en la Zona Verde de Bagdad. Estos ataques no causaron víctimas ni daños.
Según el portavoz del primer ministro iraquí Adel Abdul Mahdi, el 8 de enero, poco después de la medianoche, el primer ministro recibió un mensaje de Irán, indicando que la respuesta al asesinato del general Soleimani había "comenzado o estaba por comenzar". Irán también informó al primer ministro que solo aquellos lugares donde están estacionadas las tropas estadounidenses serían atacados. Aunque no se revelaron las ubicaciones exactas de las bases, los funcionarios estadounidenses confirman que sus tropas tuvieron una advertencia adecuada para protegerse del ataque.

## Bombardeos
Según la Iranian Students News Agency (ISNA), el medio de comunicación estatal del país, Irán disparó "decenas de misiles tierra-tierra" a la base y se atribuyó la responsabilidad de los ataques. ISNA declaró que el código utilizado para lanzar los misiles era "Oh Zahra ". Los ataques se desarrollaron en dos oleadas, cada una de aproximadamente una hora de diferencia. Los Cuerpos de la Guardia Revolucionaria Islámica (IRGC) se atribuyó la responsabilidad del ataque y anunció que se llevó a cabo en respuesta al asesinato de Soleimani. El IRGC agregó que si Estados Unidos respondiera con un ataque de represalia, el IRGC respondería en especie. El IRGC declaró además que su declaración tenía la intención de ser una advertencia y se aplicaba a todos los socios de los Estados Unidos que proporcionaban sus bases a sus fuerzas armadas.
Aunque el Pentágono niega el número lanzado, ha confirmado que tanto las bases aéreas de Ambar y Erbil en Irak fueron alcanzadas por misiles balísticos iraníes. Un portavoz militar estadounidense para el Comando Central de los Estados Unidos declaró que se dispararon un total de 15 misiles. Diez golpearon la base aérea de Ayn al-Asad, uno golpeó la base aérea de Balad y cuatro misiles fallaron. El Secretario de Defensa de los Estados Unidos, Mark Esper, dijo más tarde que se habían lanzado 16 misiles balísticos de corto alcance desde tres ubicaciones dentro de Irán; 11 golpearon la base aérea de Ayn al-Asad, uno golpeó la base aérea de Balad y cuatro no pudieron alcanzar su objetivo. Otras fuentes confirmaron que dos misiles balísticos apuntaron a Erbil: uno impactó en el Aeropuerto Internacional de Erbil y no explotó, y el otro aterrizó a unas 20 millas al oeste de la gobernación de Erbil.
Según el ejército iraquí, se dispararon 22 misiles balísticos entre 1:45 a. m. y 2:15 a. m., 17 hacia la base de Ayn al-Asad y cinco en Erbil. Según The Military Times, un comando estadounidense dijo que la base aérea de al-Asad fue golpeada fuertemente.
La Agencia de Noticias Fars publicó un vídeo de lo que afirma es el ataque a las fuerzas militares estadounidenses en Irak.
El canciller iraní, Mohammad Javad Zarif, declaró que Irán atacó simbólicamente las bases que lanzaron los ataques, mientras que un portavoz de la Guardia Revolucionaria de Irán dijo que el momento de los ataques se produjo aproximadamente al mismo tiempo que murió Soleimani.

### Daños

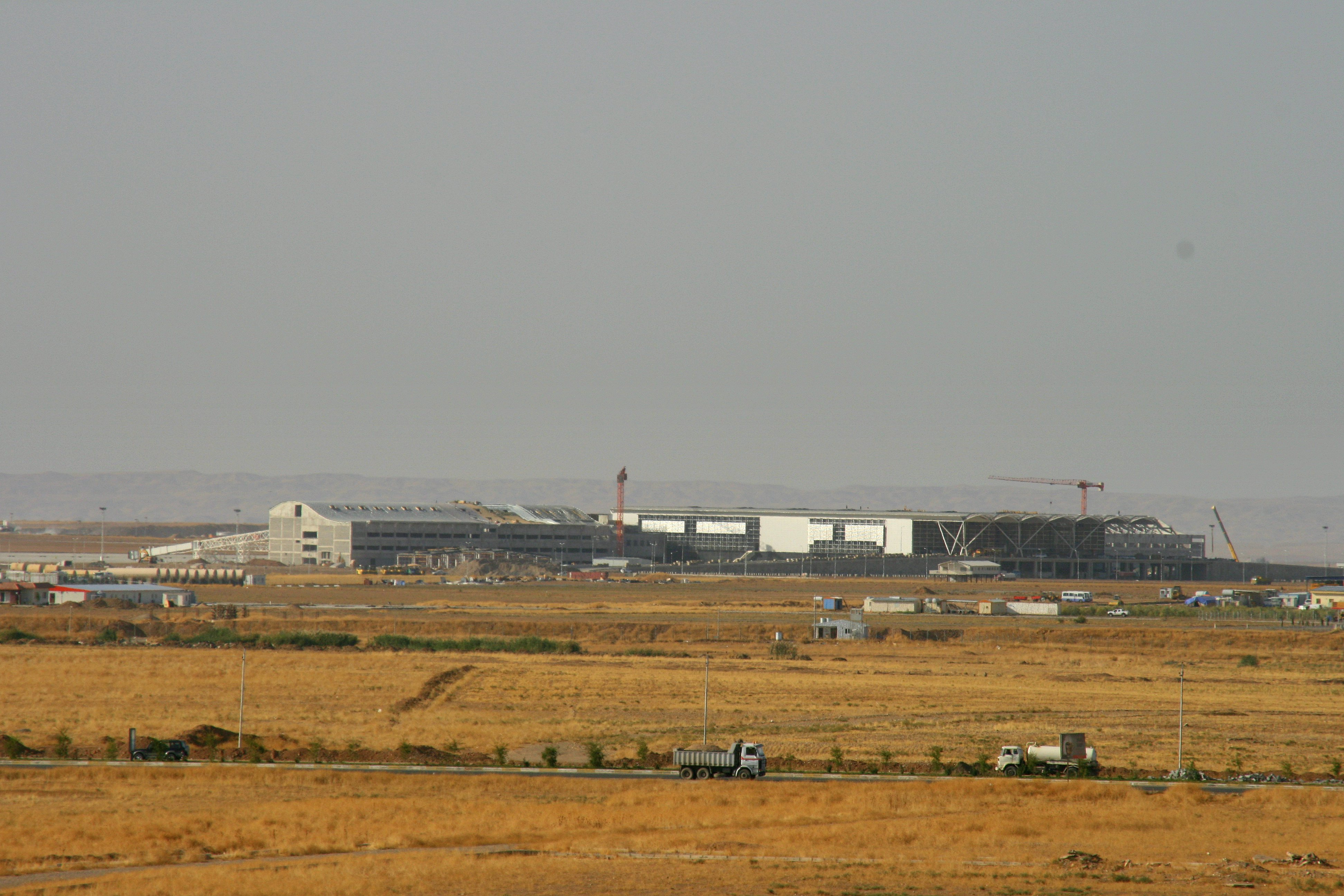
Aeropuerto Internacional de Erbil en el Kurdistán iraquí, un punto menor en donde también cayó un misil pero sin llegar a explotar.

El Ejército de los Estados Unidos inicialmente evaluó que no hubo víctimas estadounidenses, y el presidente Trump confirmó más tarde eso. Altos funcionarios iraquíes dijeron que no hubo víctimas estadounidenses ni iraquíes. Entre las fuerzas de la Coalición Internacional Contra Estado Islámico presentes en las dos bases, Australia, Canadá, Dinamarca, Finlandia, Lituania, Noruega, y Polonia confirmaron que su personal resultó ileso. La televisión iraní afirmó que hubo 80 muertes estadounidenses, así como daños a helicópteros y "equipos militares" estadounidenses.
Las fotos satelitales hechas por Planet Labs muestran daños importantes en la base aérea de Al Asad . Al menos cinco estructuras resultaron dañadas en el ataque, que aparentemente fue lo suficientemente preciso como para golpear edificios individuales. David Schmerler, analista del Instituto Middlebury de Estudios Internacionales en Monterey, que evaluó las fotos, dijo que los ataques parecen haber golpeado edificios que almacenan aviones, mientras que los edificios utilizados para el personal de la vivienda no fueron golpeados. El secretario de defensa de Estados Unidos dijo que el daño se limitó a "tentage, calles de rodaje, estacionamiento, helicóptero dañado, cosas así, nada que describiría como mayor". Dos funcionarios del Departamento de Defensa le dijeron a Newsweek que 18 misiles cayeron en la base aérea de Al Asad, tres de ellos en la pista, mientras que otro golpeó y dañó una torre de control aéreo. Un helicóptero Black Hawk fue destruido, un dron MQ-1 Predator fue dañado y diez carpas fueron "destruidas". El presidente Donald Trump anunció que el daño fue mínimo.
El secretario general de la Organización de Países Exportadores de Petróleo (OPEP), Mohammed Barkindo, en una conferencia en Abu Dhabi anunció que las instalaciones petroleras iraquíes eran seguras.
Varios funcionarios de la Unión Europea y los Estados Unidos creen que Irán evitó deliberadamente bajas en su operación, mientras aún enviaba un fuerte mensaje de resolución tras el asesinato de Soleimani por las fuerzas estadounidenses. Los funcionarios del Pentágono dijeron que creían que los misiles fueron diseñados para matar estadounidenses. El general Mark Milley creía que los misiles estaban destinados a causar daños estructurales, destruir vehículos, equipos y aviones, y matar personal, y agregó que las medidas defensivas de las tropas estadounidenses y los sistemas de alerta temprana habían evitado que las tropas estadounidenses fueran asesinadas. El comandante aeroespacial iraní Amir Ali Hajizadeh dijo que la intención no era matar a las tropas estadounidenses, pero que podrían haber planeado la operación militar de esa manera, afirmó que lanzaron ataques cibernéticos que desactivaron los sistemas de seguimiento de misiles estadounidenses durante los ataques, y consideró expulsar a las fuerzas estadounidenses de la región como la única venganza adecuada por el asesinato de Soleimani en los Estados Unidos.

## Secuelas
La Administración Federal de Aviación emitió un aviso a los aviadores (NOTAM) que prohíbe que los operadores de aviación civil de los Estados Unidos en el espacio aéreo sobre Irak, Irán, el Golfo Pérsico y el Golfo de Omán. Singapore Airlines desvió sus vuelos aéreos del espacio aéreo de Irán después de los ataques.
En la tarde del 8 de enero de 2020, Reuters informó que se lanzaron tres cohetes Katyusha, que alcanzaron la Zona Verde de Bagdad.

### Accidente del vuelo 752 de Ukraine International Airlines

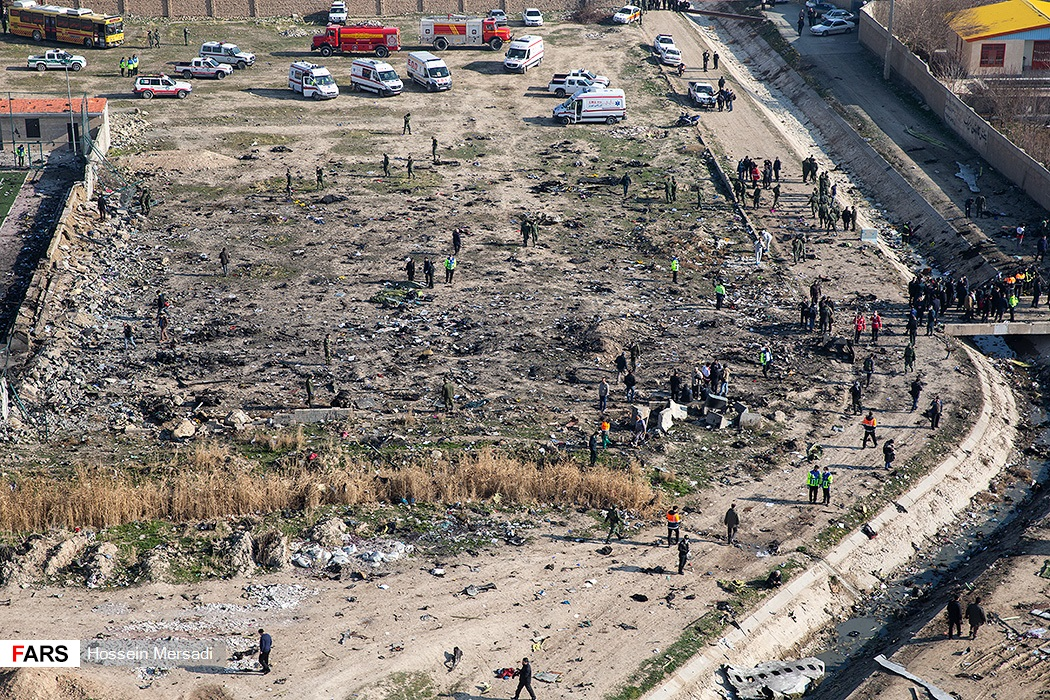
Sitio del accidente del vuelo 752 de Ukraine International Airlines.

Horas después de los primeros ataques con misiles balísticos contra Irak, y después de que la Administración Federal de Aviación anunciara el NOTAM para la región, un Boeing 737-800 se estrelló poco después del despegue del Aeropuerto Internacional Imán Jomeini en Teherán, matando a los 176 pasajeros a bordo, incluidos 82 iraníes y 63 ciudadanos canadienses. Las autoridades iraníes dijeron que el avión se estrelló debido a fallas técnicas no relacionadas con los ataques con misiles. Sin embargo, se mostraron escépticos cuando se negaron a permitir que Boeing o los funcionarios de aviación estadounidenses tuvieran acceso a las cajas negras. Un informe de IHS Markit, una empresa de información global con sede en Londres, sugirió que el avión fue derribado por un misil tierra-aire (SAM) SA-15 Gauntlet después de que aparecieran fotografías en línea que supuestamente mostraban restos de misiles en un jardín cercano. El presidente de los Estados Unidos, Donald Trump, comentó que encontró el accidente sospechoso y que "alguien podría haber cometido un error en el otro lado". La revista estadounidense Newsweek citó a dos funcionarios de inteligencia estadounidenses diciendo que el avión probablemente fue derribado por un SAM iraní confundiéndolo con un avión militar estadounidense.